# SNX17
SNX17 (англ. Sorting nexin 17) – білок, який кодується однойменним геном, розташованим у людей на короткому плечі 2-ї хромосоми.  Довжина поліпептидного ланцюга білка становить 470 амінокислот, а молекулярна маса — 52 901.
| 10         |  | 20         |  | 30         |  | 40         |  | 50         |
| ---------- |  | ---------- |  | ---------- |  | ---------- |  | ---------- |
| MHFSIPETES |  | RSGDSGGSAY |  | VAYNIHVNGV |  | LHCRVRYSQL |  | LGLHEQLRKE |
| YGANVLPAFP |  | PKKLFSLTPA |  | EVEQRREQLE |  | KYMQAVRQDP |  | LLGSSETFNS |
| FLRRAQQETQ |  | QVPTEEVSLE |  | VLLSNGQKVL |  | VNVLTSDQTE |  | DVLEAVAAKL |
| DLPDDLIGYF |  | SLFLVREKED |  | GAFSFVRKLQ |  | EFELPYVSVT |  | SLRSQEYKIV |
| LRKSYWDSAY |  | DDDVMENRVG |  | LNLLYAQTVS |  | DIERGWILVT |  | KEQHRQLKSL |
| QEKVSKKEFL |  | RLAQTLRHYG |  | YLRFDACVAD |  | FPEKDCPVVV |  | SAGNSELSLQ |
| LRLPGQQLRE |  | GSFRVTRMRC |  | WRVTSSVPLP |  | SGSTSSPGRG |  | RGEVRLELAF |
| EYLMSKDRLQ |  | WVTITSPQAI |  | MMSICLQSMV |  | DELMVKKSGG |  | SIRKMLRRRV |
| GGTLRRSDSQ |  | QAVKSPPLLE |  | SPDATRESMV |  | KLSSKLSAVS |  | LRGIGSPSTD |
| ASASDVHGNF |  | AFEGIGDEDL |  |            |  |            |  |            |

A: Аланін

C: Цистеїн

D: Аспарагінова кислота

E: Глутамінова кислота

F: Фенілаланін

G: Гліцин

H: Гістидин

I: Ізолейцин

K: Лізин

L: Лейцин

M: Метіонін

N: Аспарагін

P: Пролін

Q: Глутамін

R: Аргінін

S: Серин

T: Треонін

V: Валін

W: Триптофан

Кодований геном білок за функцією належить до фосфопротеїнів. 
Задіяний у таких біологічних процесах як транспорт, транспорт білків, альтернативний сплайсинг. 
Білок має сайт для зв'язування з ліпідами. 
Локалізований у цитоплазмі, мембрані, цитоплазматичних везикулах, ендосомах.